# Adelphochernes mindoroensis
Adelphochernes mindoroensis är en spindeldjursart som beskrevs av Beier 1966. Adelphochernes mindoroensis ingår i släktet Adelphochernes och familjen blindklokrypare. Inga underarter finns listade i Catalogue of Life.